# Constans
Flavius Julius Constans, på dansk tillige Konstans (320 – 350), var en romersk kejser, der regerede fra 337 til 350 over Romerrigets vestlige halvdel. Konstans var Konstantin den Stores tredje og yngste søn.
Som 16-årig blev Konstans sammen med sin bror Konstantin 2. kejser efter Konstantins død i 337. Konstantin forsøgte dog at udnytte sin medkejsers og brors manglende erfaring og invaderede Italien i 340 i et forsøg på at tage magten alene, men Konstans besejrede ham i et slag ved Aquileia, hvor Konstantin tilmed selv faldt.
I lighed de øvrige medlemmer af Konstantins dynasti havde Konstans stor interesse for religiøse spørgsmål. Mht. til rivaliseringen mellem de kristne fraktioner arianerne og de ortodokse/katolikkerne støttede Konstans arianerne, mens Konstantin 2. støttede de andre. I 341 forbød Konstans i et edikt hedenske ofringer i det vestlige romerrige.
I 350 udråbte generalen Magnentius med støtte fra Rhin-hæren sig selv som kejser, og opnåede senere støtte fra hele den vestlige del af riget. Konstans havde mistet alle sine støtter udenfor det kejserlige hus og måtte flygte for sit liv. Magnentius' tilhængere pågreb ham i det sydøstlige Gallien, hvor han blev dræbt.

## Eksternt link
- DiMaio, Michael, "Constans I (337-350 A.D.)" Arkiveret 22. august 2006 hos  Wayback Machine, På hjemmesiden De Imperatoribus Romanis.